# Skidstav

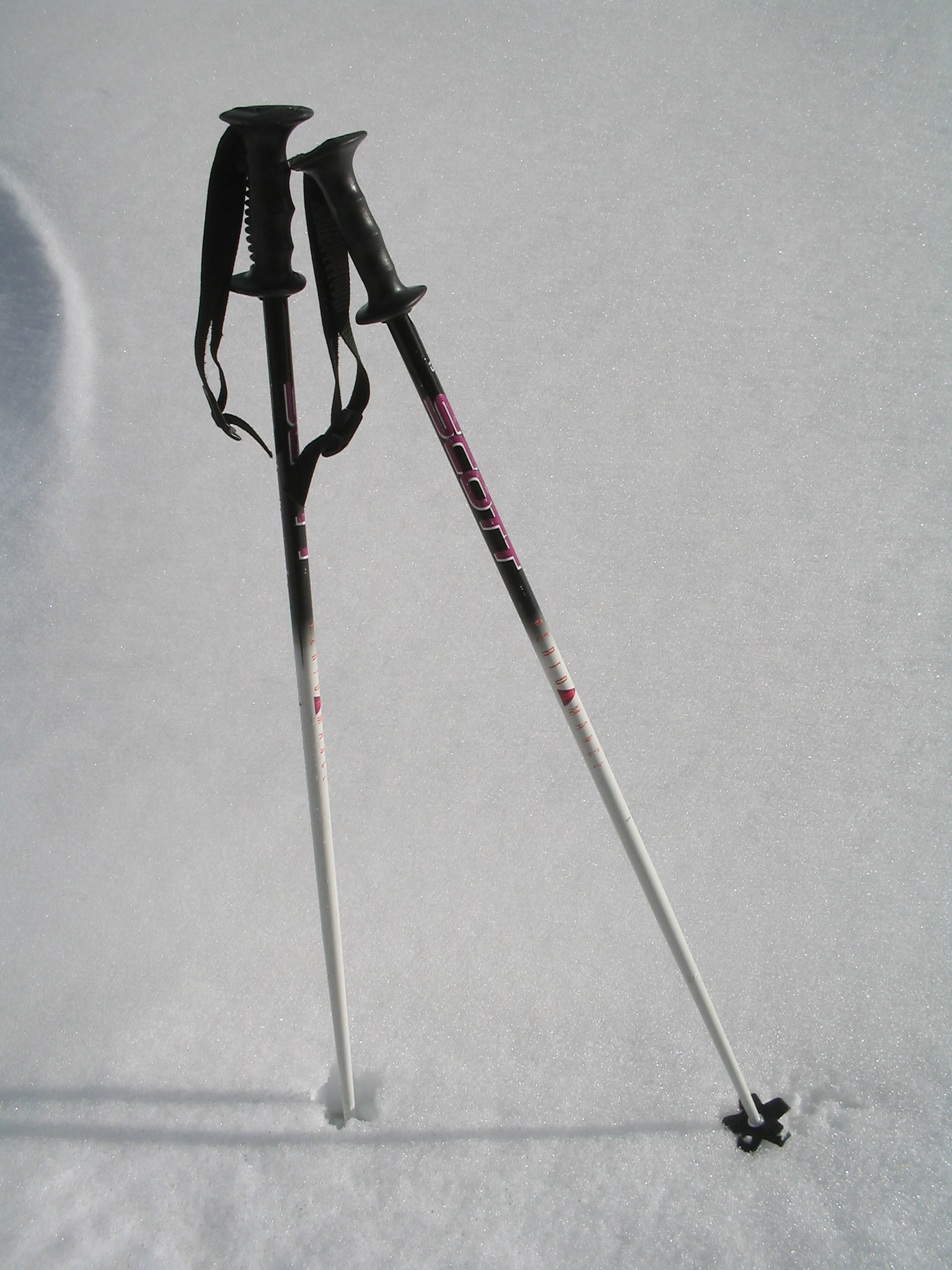
Skidstavar av aluminium.

En skidstav är en stav som används vid skidåkning.
Nedtill på staven sitter en ring eller skiva som kallas tryga (eller truga), för att hindra staven att sjunka ned i snön. I äldre utförande kunde den bestå av en rund metallring fasthållen med små remmar. Det finns olika sorters skidstavar, till exempel längdåkningsstavar och slalomstavar. Slalomstavar är korta och mest till för att hålla balansen. Längdåkningsstavar används i längdåkning för att staka och därmed ta sig framåt.
Trugor är även ett äldre namn på snöskor.

## Historia
Användning av en grovt tillhuggen stav som hjälpmedel vid skidåkning är känt sedan medeltiden och avbildas i Olaus Magnus verk Historien om de nordiske folk från 1555. Det vanligaste materialet var björk, men även andra träslag som ask, rönn och furu användes.
Samerna har olika utseende på stavarna för män och kvinnor. Kvinnostaven heter gåivo-klakka, skovelstav medan mansstaven heter saite-klakka, spjutstav. Ett användningsområde för "skoveln" var att skrapa undan snö för att komma åt renbete.
Länge användes bara en skidstav men kring förra sekelskiftet blev det vanligt med två stavar. Bilder från 1895 visar kvinnor på skidtur med två stavar, men de fick kritik för sin vaggande stil.
Skidstavar av glasfiber fick sin debut på de olympiska vinterspelen i Grenoble år 1968 då Ole Ellefsæter vann guld på femmilen. Vid de olympiska vinterspelen i  Sapporo år 1972 var skidstavarna av aluminium och tre år senare kom de första stavarna av kolfiber.